# Belmonte de San José
Pour les articles homonymes, voir Belmonte.
Belmonte de San José (en espagnol castillan) ou Bellmunt de Mesquí (en catalan qui est la langue locale dominante) est une commune espagnole de la communauté autonome d'Aragon, située dans la comarque de Bajo Aragón et la province de Teruel.

## Toponymie
Les deux noms (castillan et catalan) de la commune sont reconnus par le gouvernement d'Aragon. Avant le décret royal de 1916 ayant fixé le nom castillan actuel, la commune était connue sous le nom de Belmonte de Mezquín, équivalent au nom catalan actuel et reconnu par l'Aragon.